# Joseph Brahim Seid
Joseph Brahim Seid (ur. 27 listopada 1927 w Ndżamenie, zm. 4 marca 1980) – czadyjski polityk i pisarz, tworzący w języku francuskim. W latach 1961–1966 ambasador Czadu we Francji, w latach 1966–1975 pełnił funkcję ministra sprawiedliwości w czasie rządów François Tombalbaye.
Urodził się w Ndżamenie z rodziców, pochodzących z różnych plemion. Uczył się w szkołach w Ndżamenie oraz Brazzaville (Kongo). W 1955 r. ukończył we Francji studia prawnicze a po powrocie do kraju podjął praktykę w sądach. Jest autorem szeregu artykułów, poświęconych kwestiom kształtującej się tożsamości czadyjskiej, jej aspektów prawnych i kulturowych.
Najważniejszymi książkami jego autorstwa są Au Tchad sous les étoiles (1962) oraz Un enfant du Tchad (1967). Au Tchad sous les étoiles jest to fabularyzowaną opowieścią o dzieciństwie Saida, w której przeplatają się motywy autobiograficzne z ludowymi opowieściami, baśniami, wspomnieniami z przeszłości. Natomiast powieść Un enfant du Tchad mocno oparta jest na motywach autobiograficznych. Obydwie uznawane są za klasyczne pozycje literatury czadyjskiej.